# Scutellidium longicaudum
Scutellidium longicaudum is een eenoogkreeftjessoort uit de familie van de Tisbidae. De wetenschappelijke naam van de soort is voor het eerst geldig gepubliceerd in 1840 door Philippi.